# Fürstenhaus (Opole)

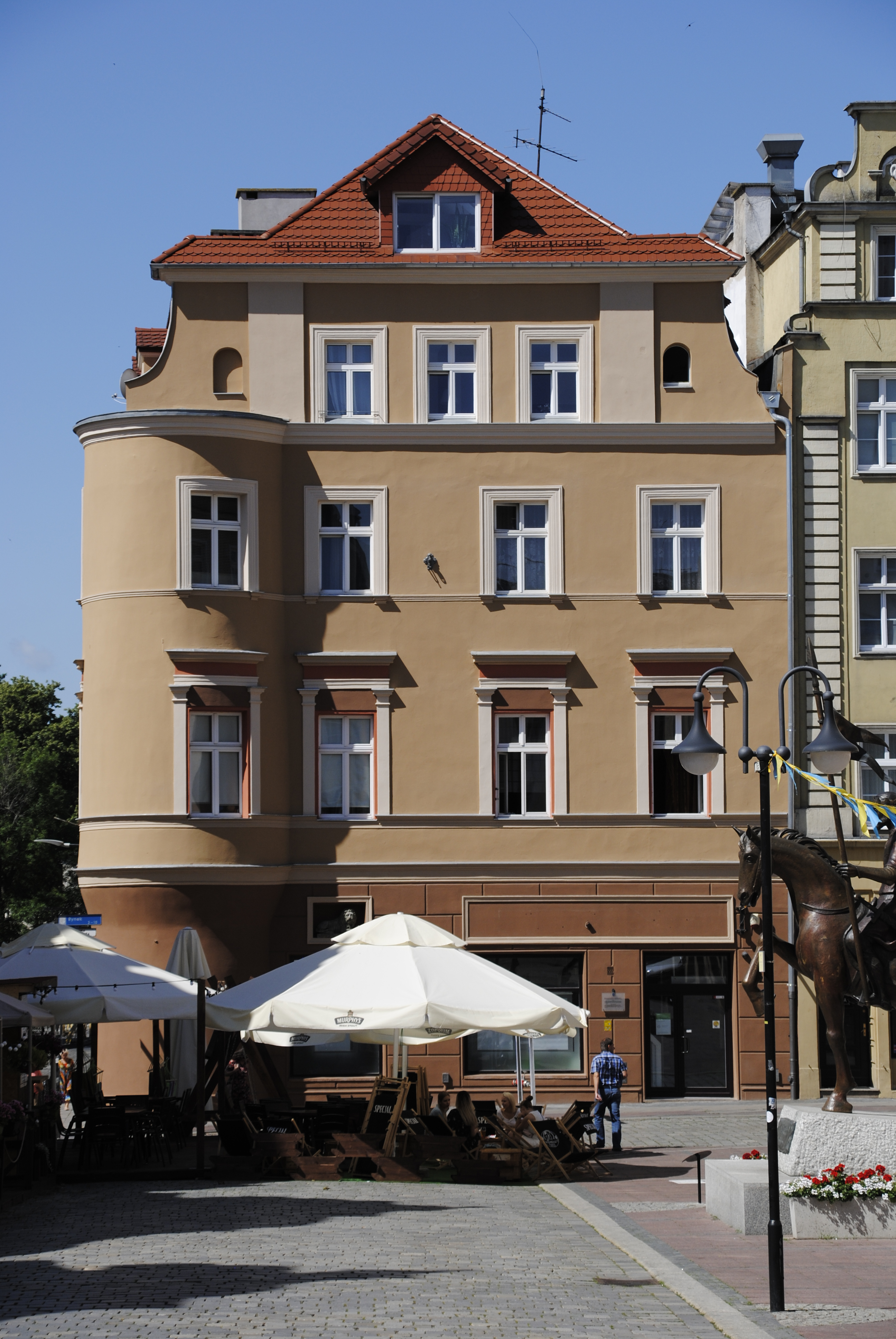
Das Fürstenhaus 2019

Das Fürstenhaus in Opole zählt zu den ältesten Gebäuden der Stadt. Es befindet sich am Oppelner Ring.

## Geschichte
Das Fürstenhaus ist das erste Haus am Oppelner Ring. Seinen Namen verdankt es den Oppelner Herzögen, die im Oppelner Piastenschloss residierten. Nachdem mit Herzog Johann II. der Oppelner Zweig der Schlesischen Piasten 1532 erlosch, fielen dessen Besitzungen als erledigte Lehen an die Krone Böhmen, die seit 1526 die Habsburger innehatten. 
Es ist nicht bekannt, wann das Gebäude erbaut wurde. Es wird jedoch angenommen, dass seine Erbauungszeit in das 15. Jahrhundert fällt, als der Oppelner Herzog  Johann I. steinerne Gebäude am Ring erbauen ließ. 
Beim großen Stadtbrand 1615 blieb auch das Fürstenhaus nicht verschont. Nach dem Wiederaufbau bekam das Haus seine heutige Form. Während der schwedischen Invasion im Zweiten Nordischen Krieg 1655 flüchtete der polnische König Johann II. Kasimir nach Schlesien und hielt sich zeitweise im Oppelner Fürstenhaus auf. Im Verlauf des 17. Jahrhunderts erlangte das Haus, als eines der ersten der Stadt, eine Handelsgenehmigung. 
1824 erhielt das Fürstenhaus eine  klassizistische Ausschmückung. Im selben Jahr wurde das vom Apotheker Heinrich Grabowsky eröffnet, der darin die Apotheke „Zum Löwen“ eröffnete. Noch heute schmückt den Eingangsbereich die Darstellung eines Löwen. Im Zweiten Weltkrieg wurde das Fürstenhaus weitgehend verschont. Ab 1945 fungierte es als Wohn- und Dienstleistungsgebäude. Heute befindet sich im Südflügel die städtische Musikbücherei und im Erdgeschoss eine Bank.